# Маріньйо Перес
Маріо «Маріньйо» Перес Улібаррі (порт. Mário „Marinho“ Peres Ulibarri, 19 березня 1947, Сорокаба, Бразилія — 18 вересня 2023, там само) — бразильський футболіст, що грав на позиції захисника. Виступав за національну збірну Бразилії. По завершенні ігрової кар'єри — тренер.
Чемпіон Бразилії.

## Клубна кар'єра
У дорослому футболі дебютував 1965 року виступами за команду клубу «Сан-Бенту», в якій провів два сезони.
Згодом з 1967 по 1977 рік грав у складі команд клубів «Португеза Деспортос», «Сантус», «Барселона» та «Інтернасьйонал». Протягом цих років виборов титул чемпіона Бразилії.
Своєю грою за останню команду привернув увагу представників тренерського штабу клубу «Палмейрас», до складу якого приєднався 1977 року. Відіграв за команду з Сан-Паулу наступні три сезони своєї ігрової кар'єри. 1980 року захищав кольори команди клубу «Галісія».
Завершив професійну ігрову кар'єру у клубі «Америка» (Ріо-де-Жанейро), за команду якого виступав протягом 1980—1981 років.

## Виступи за збірну
1972 року дебютував в офіційних матчах у складі національної збірної Бразилії. Протягом кар'єри у національній команді, яка тривала 3 роки, провів у формі головної команди країни 11 матчів, забивши 1 гол.
У складі збірної був учасником чемпіонату світу 1974 року у ФРН.

## Кар'єра тренера
Розпочав тренерську кар'єру відразу ж по завершенні кар'єри гравця, 1981 року, очоливши тренерський штаб клубу «Америка» (Ріо-де-Жанейро). 1986 року став головним тренером команди «Віторія» (Гімарайнш), тренував клуб з Гімарайнша один рік.
Згодом протягом 1988—1988 років очолював тренерський штаб клубу «Сантус». 1990 року прийняв пропозицію попрацювати у клубі «Спортінг». Залишив лісабонський клуб 1992 року.
Протягом одного року, починаючи з 1992, був головним тренером команди «Віторія» (Гімарайнш). 1996 року був запрошений керівництвом клубу «Ботафогу» очолити його команду, з якою пропрацював до 1997 року.
З 1997 і по 1998 рік очолював тренерський штаб команди «Марітіму». 1999 року став головним тренером збірної Сальвадору, яку тренував один рік.
Протягом тренерської кар'єри також очолював команди клубів «Белененсеш», «Уніон Сан-Жуан» та «Жувентуде».
Наразі останнім місцем тренерської роботи був клуб «Пайсанду» (Белен), головним тренером команди якого Маріньйо Перес був протягом 2006 року.

## Досягнення

### Як гравця
- Чемпіон Бразилії:

«Інтернасьйонал»: 1976